# Leersum
Leersum es una aldea en los Países Bajos Países Bajos de Utrechtse Heuvelrug, en la provincia  Utrecht. El 1  de enero de  2008, el pueblo tenía 7575 habitantes.

## Historia
El municipio de Leersum ha sido independiente hasta el 1  de enero de  2006. En esa fecha, se fusionó con los municipios de Doorn, Maarn, Driebergen-Rijsenburg y Amerongen para formar el nuevo municipio de Utrechtse Heuvelrug.